# Černá u Bohdanče
Černá u Bohdanče – wieś i gmina w Czechach, w powiecie Pardubice, w kraju pardubickim. Według danych z dnia 1 stycznia 2014 liczyła 408 mieszkańców.